# Fred Taylor Park
El Fred Taylor Park es un estadio de fútbol localizado en Whangarei, Nueva Zelanda. Posee una capacidad para 10 000 espectadores y es el recinto que alberga al Waitakere City FC de la Northern League. Entre 2010 y 2015 fue también sede del Waitakere United, franquicia participante de la ASB Premiership.